# Ірвайн (Кентуккі)
Ірвайн (англ. Irvine) — місто (англ. city) в США, в окрузі Естілл штату Кентуккі. Населення — 2360 осіб (2020).

## Географія
Ірвайн розташований за координатами 37°41′47″ пн. ш. 83°58′6″ зх. д. / 37.69639° пн. ш. 83.96833° зх. д. (37.696432, -83.968343).  За даними Бюро перепису населення США в 2010 році місто мало площу 3,85 км², з яких 3,65 км² — суходіл та 0,20 км² — водойми.

## Демографія
Згідно з переписом 2010 року, у місті мешкало 2715 осіб у 1166 домогосподарствах у складі 712 родин. Густота населення становила 706 осіб/км².  Було 1356 помешкань (353/км²).
Расовий склад населення:
| - 98,6 % — білих - 0,3 % — корінних американців - 0,1 % — чорних або афроамериканців |

До двох чи більше рас належало 0,8 %. Частка іспаномовних становила 0,3 % від усіх жителів.
За віковим діапазоном населення розподілялося таким чином: 22,1 % — особи молодші 18 років, 61,0 % — особи у віці 18—64 років, 16,9 % — особи у віці 65 років та старші. Медіана віку мешканця становила 40,8 року. На 100 осіб жіночої статі у місті припадало 81,7 чоловіків;  на 100 жінок у віці від 18 років та старших — 80,6 чоловіків також старших 18 років.
Середній дохід на одне домашнє господарство  становив 32 971 долар США (медіана — 21 875), а середній дохід на одну сім'ю — 47 401 долар (медіана — 40 385). Медіана доходів становила 46 042 долари для чоловіків та 28 650 доларів для жінок. За межею бідності перебувало 28,4 % осіб, у тому числі 29,3 % дітей у віці до 18 років та 21,6 % осіб у віці 65 років та старших.
Цивільне працевлаштоване населення становило 681 осіб. Основні галузі зайнятості: освіта, охорона здоров'я та соціальна допомога — 22,9 %, виробництво — 20,7 %, роздрібна торгівля — 14,4 %, транспорт — 9,4 %.

## Відомі люди
- Гаррі Дін Стентон (1926 — 2017) — актор США.